# Herzogstraße (München)
Die Herzogstraße ist eine rund 1,8 Kilometer lange Straße im Münchner Stadtteil Schwabing. Namensgeber war Herzog Max Emanuel.

## Verlauf
Die Herzogstraße beginnt an der Leopoldstraße, kreuzt dann die Belgradstraße und die Schleißheimer Straße und endet an der Winzererstraße. Während im Bereich zwischen Münchner Freiheit und Wilhelmstraße zunächst noch relativ durchgehend kleinere Läden die Straße säumen, wird die Herzogstraße im weiteren Verlauf überwiegend zur Wohnstraße. Insbesondere im Bereich zwischen Apianstraße und Fallmerayerstraße sind beidseitig zahlreiche Gaststätten anzutreffen, die vor allem im Sommerhalbjahr mit ihren Freischankflächen den Eindruck der Straße prägen. Im weiteren Verlauf Richtung Osten ist die Herzogstraße in erster Linie wieder eine Wohnstraße.

## Baudenkmäler
Im Bereich zwischen Münchner Freiheit und Fallmerayerstraße zählt die Herzogstraße zum geschützten Bauensemble Nordschwabing (E-1-62-000-42). Ihre Gestaltung ist vor allem auf die Stadterweiterung nach der Eingemeindung Schwabings 1890 nach München und dem Stadterweiterungswettbewerb von 1892 unter Theodor Fischer zurückzuführen. Insgesamt verfügt die Herzogstraße über 54 vom Bayerischen Landesamt für Denkmalpflege geschützte Baudenkmäler, davon 36 in Schwabing-West und 19 in Schwabing.

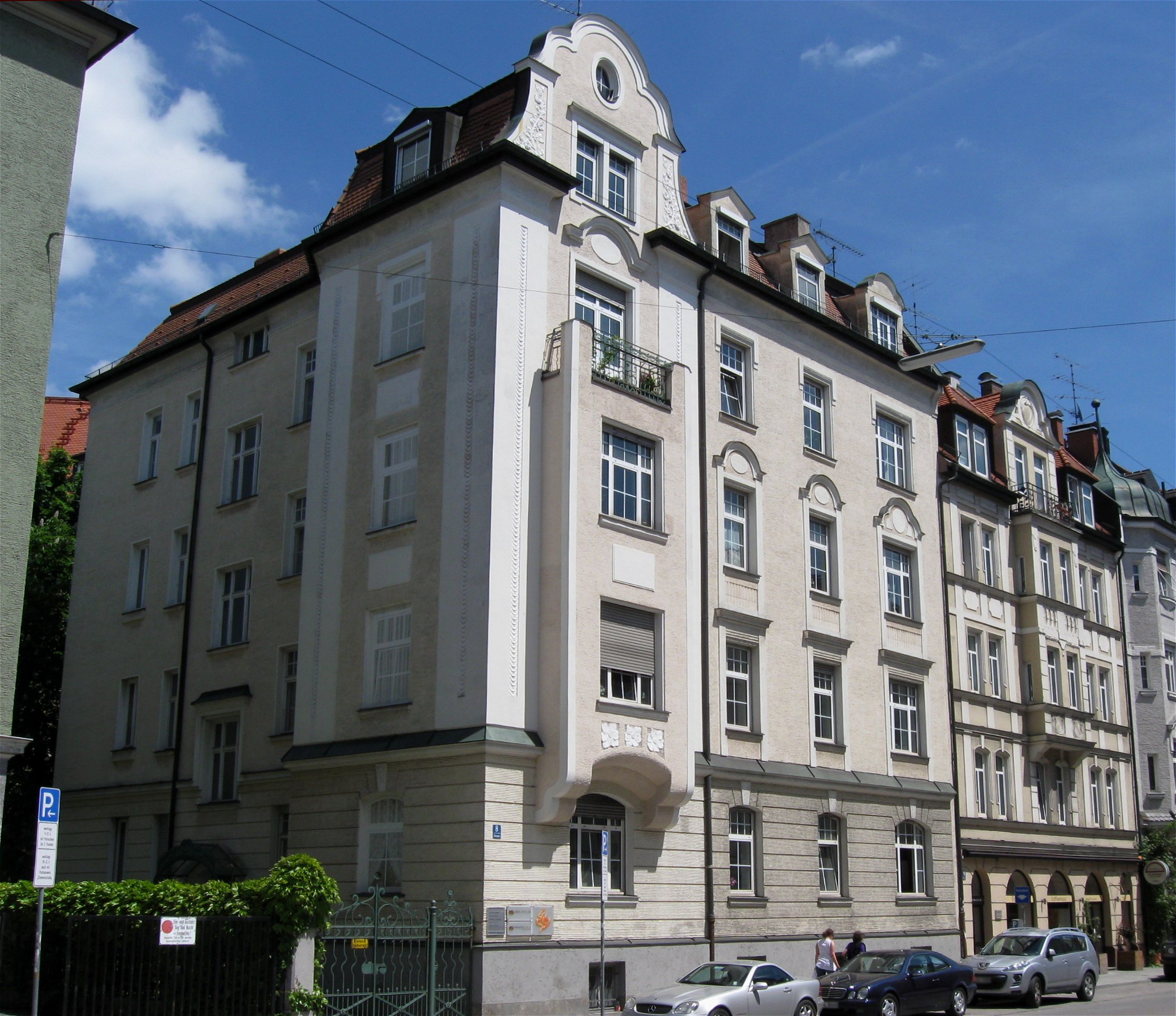
Jugendstilbau mit Erkerrisalit und Stuckdekor in der Herzogstraße 8
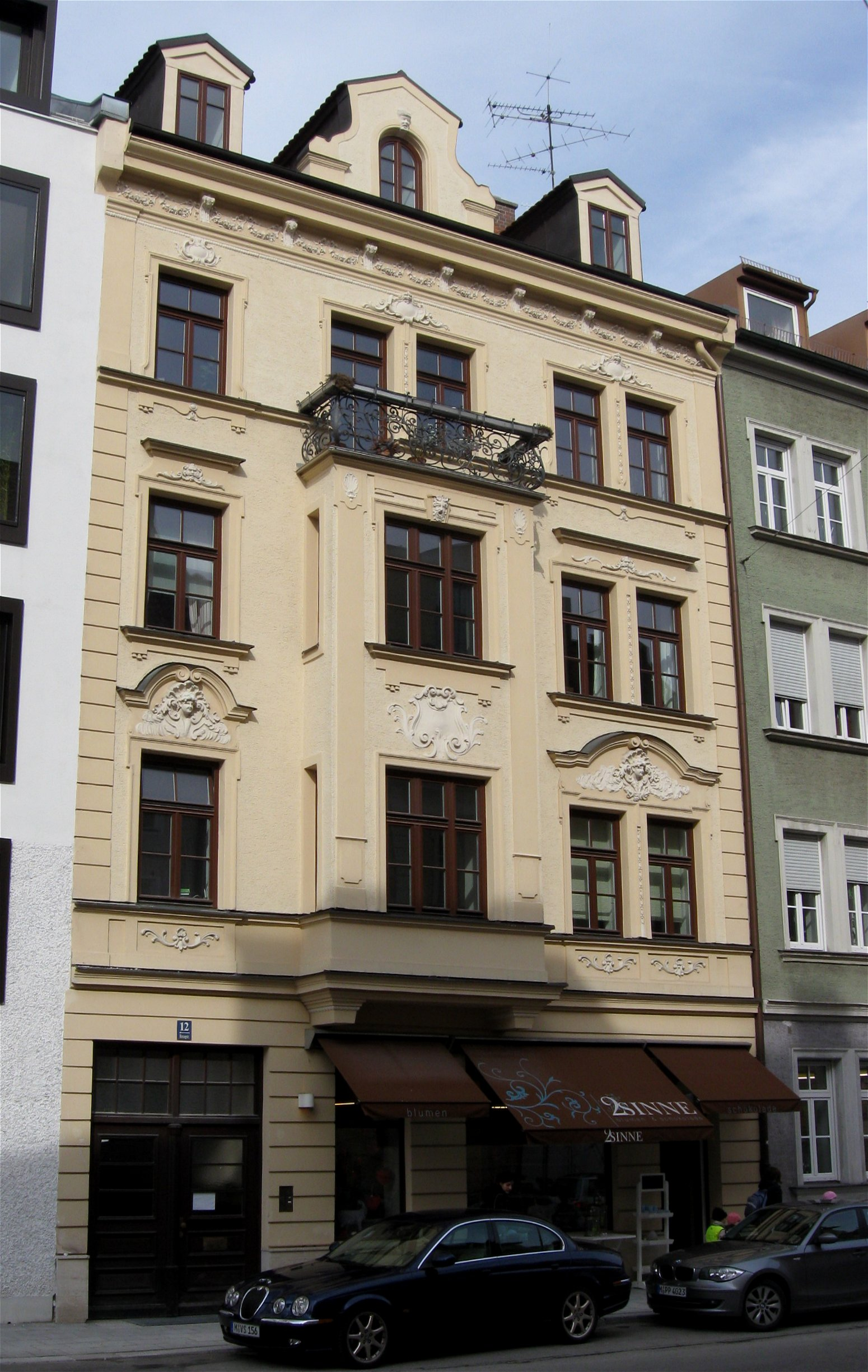
1895 von Jakob Baudrexel erbautes neubarockes Mietshaus mit Erker und reichem Stuckdekor in der Herzogstraße 12
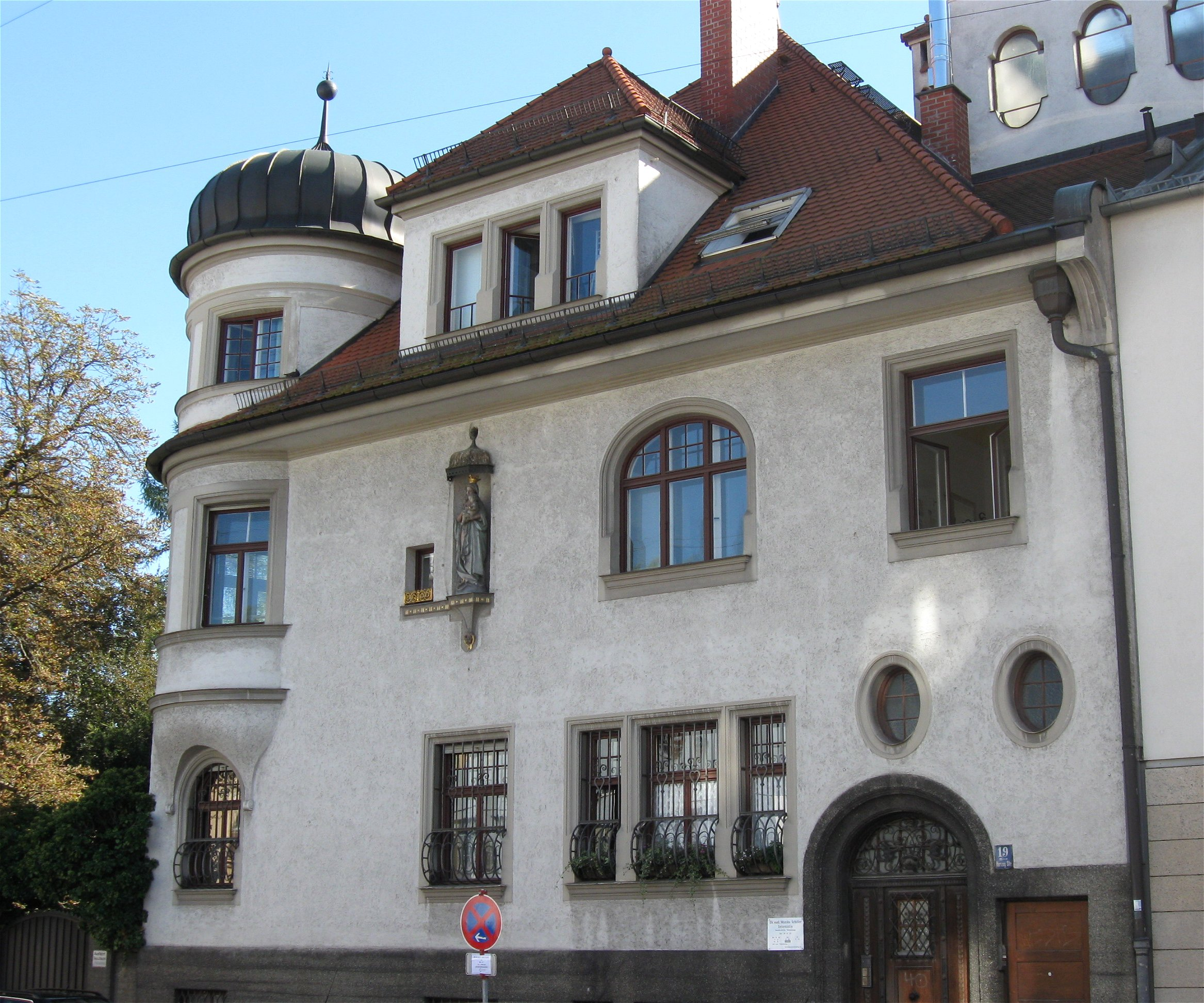
1908 von Karl Stöhr erbaute Villa im abgewandelten deutschen Renaissancestil in der Herzogstraße 19
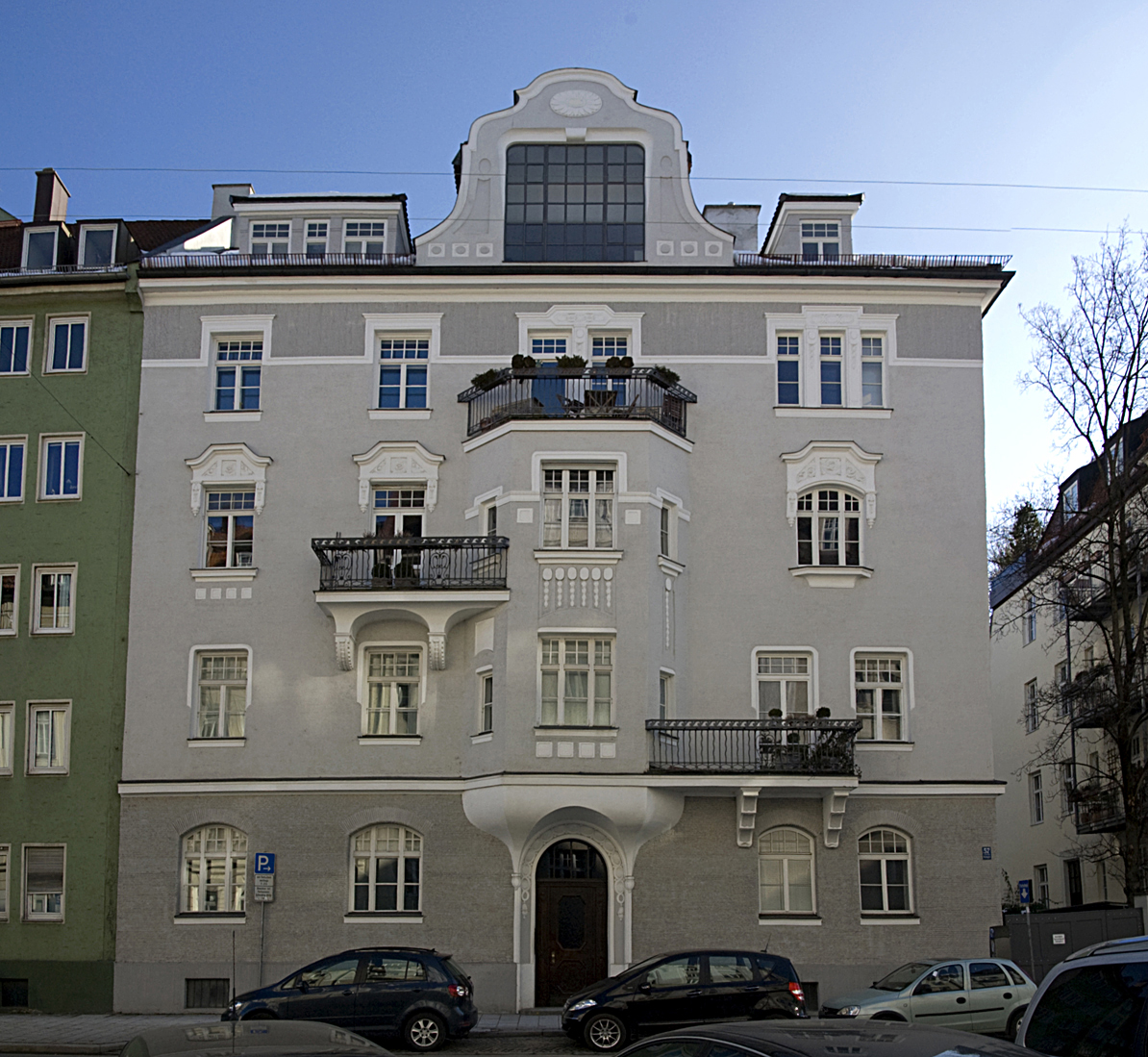
1907 von Paul Breitsameter und Anton Wörz erbauter Jugendstilbau in der Herzogstraße 57
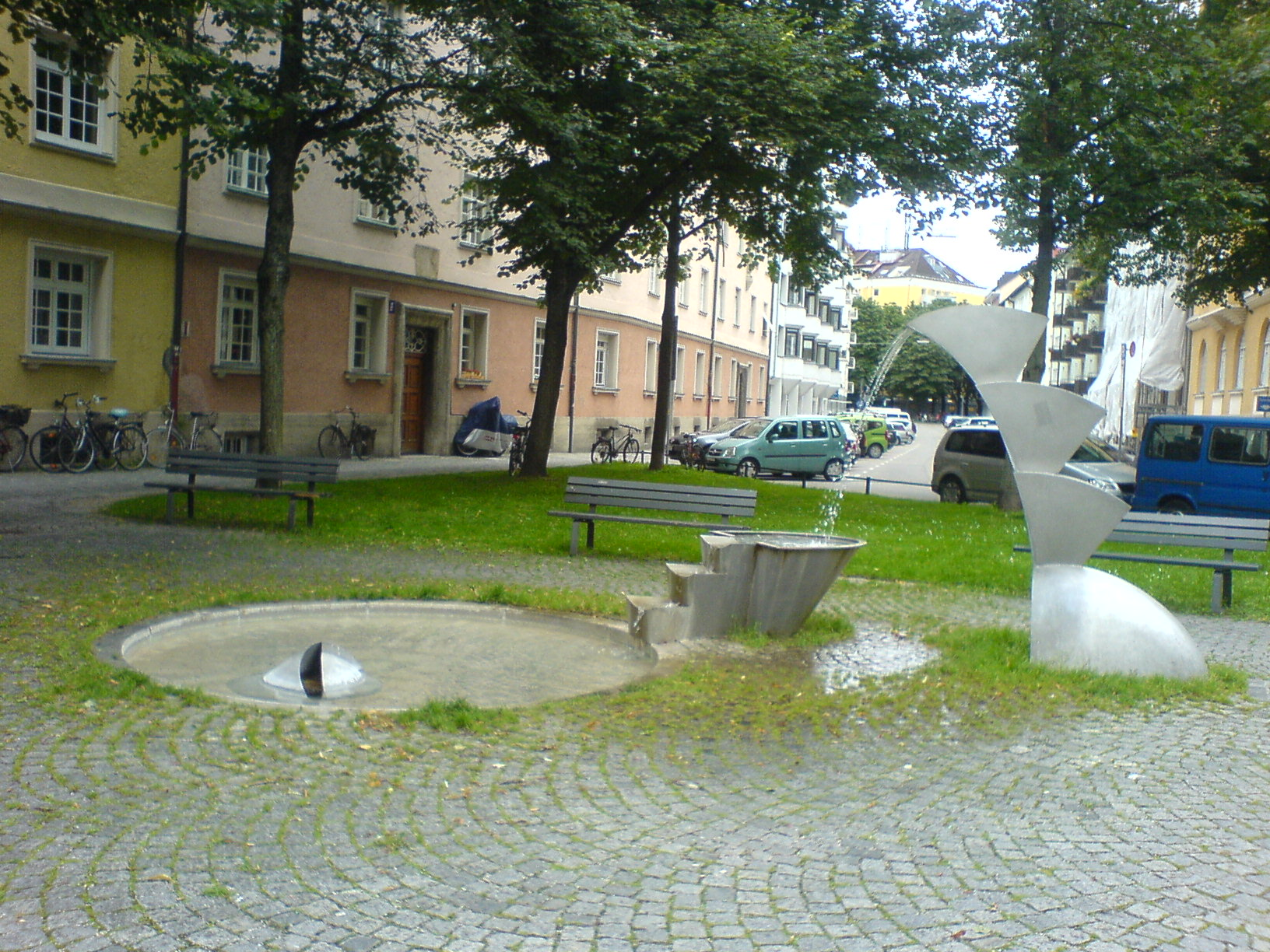
Brunnen von Inga Ragnarsdóttir am Helmut-Fischer-Platz

## Geschichte, prominente Anwohner und markante Gebäude

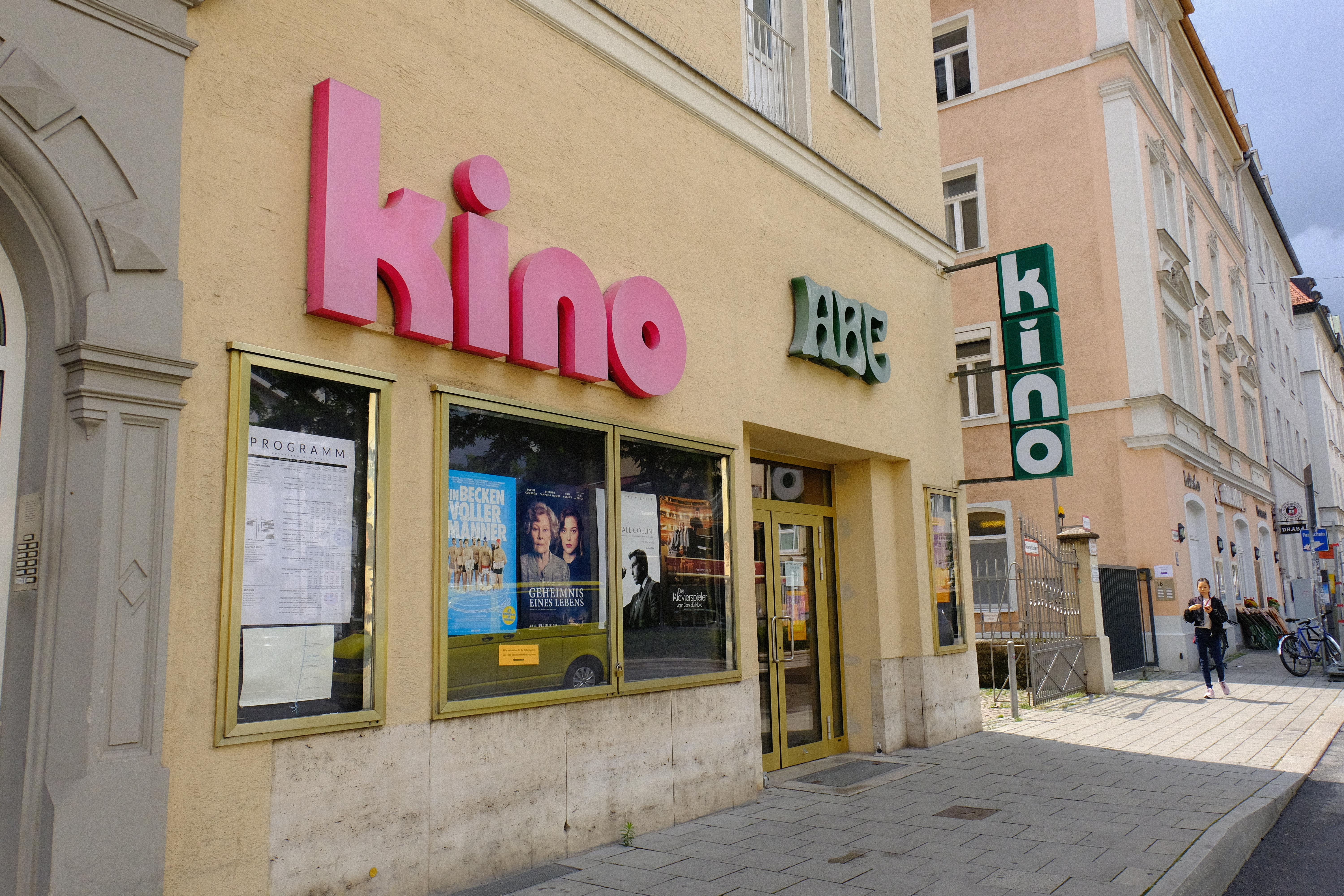
Das ABC-Kino (2019)

Auf eine mehr als einhundertjährige Geschichte blickt das am 7. Oktober 1914 als Odeon Lichtspiele in der Herzogstraße 1 gegründete Kino zurück, das 1967 als ABC-Kino von Thomas und Steffen Kuchenreuther übernommen wurde.
In der Herzogstraße 3 lebte ab August 1898 Julia da Silva-Bruhns mit ihren Töchtern sowie ihrem jüngsten Sohn, die Mutter von Thomas und Heinrich Mann. Der Landschaftsmaler August Edler von Rüdt der Jüngere (* 1900 in München, † 1966 in München), Sohn des Landschaftsmalers August Edler von Rüdt und der Wappen-Malerin Alexandra Edle von Rüdt hatte sein Atelier in der Herzogstraße. Die Schriftstellerin Carry Brachvogel lebte von 1910 bis zu ihrer Deportation 1942 in der Herzogstraße 55. Nachdem ihr Bruder, der Historiker Siegmund Hellmann wegen seiner jüdischen Herkunft 1933 mit der Machtübernahme der Nationalsozialisten, Berufs- und Publikationsverbot erhielt, zog er zu seiner Schwester und lebte bis 1942 ebenfalls dort.
Andreas Baader, deutscher Terrorist der späten 1960er und der 1970er Jahre, wuchs mit seiner Mutter zusammen bei einer Malerin in der Herzogstraße auf. Auch der Regisseur Helmut Dietl wohnte Mitte der 1960er Jahre in der Herzogstraße.
1967/68 betrieb die 1965 gegründete Künstlergruppe Geflecht-Keller mit Lothar Fischer, Heimrad Prem, Hans Matthäus Bachmayer, Reinhold Heller, Florian Köhler, Heino Naujoks, Helmut Rieger, Helmut Sturm und HP Zimmer ein Atelier in der Herzogstraße. 1975 gründeten zwölf Künstler das „Kollektiv Herzogstraße“, benannt nach ihrem gemeinsamen dort gelegenen Atelier, mit dem Ziel die expressive Abstraktion der Künstlergruppen CoBrA, SPUR und WIR weiterzutreiben: Heimrad Prem, Helmut Sturm, Hans Matthäus Bachmayer, sowie Dietrich Bartscht, Heiko Herrmann, Thomas Niggl, Armin Saub, Diri (Dieter) Strauch und Heinz Weld. Im Gegensatz zu den Gruppen der 1960er Jahre waren mit Renate Bachmayer, Jutta von Busse und Ursula Strauch-Sachs auch Malerinnen integriert. Ebenfalls in der Herzogstraße lebte Margaret Kraus, die 1968 mit ihrem ehemaligen Klassenkameraden Peter Maffay das Folk-Beat-Duo Peter & Margit gründete.
Von 1978 bis 1986 gab es den Rigan-Club in der Herzogstraße 82, wo es zu Live-Auftritten zum Beispiel von The Searchers, The Marmalade, den Bay City Rollers, Nina Hagen und Mike Oldfield kam. 1985 gründete Franz Georg Strauß in der Herzogstraße den privaten TV-Sender TV Weiß-Blau. Überregionale Resonanz erhielt auch das Wolkenhaus des Architekten Walter Winkelmann an der Ecke Siegfried-/Herzogstraße als Hippie-Zentrum zu Beginn der 1970er Jahre, dessen Außenwände komplett mit Wolken bemalt waren.